# Southwick (Northamptonshire)
Pour les articles homonymes, voir Southwick.
Southwick est une paroisse civile et un village du Northamptonshire, en Angleterre.